# کیانان
کیانان (به لاتین: Qian'an, Hebei) یک county-level city در جمهوری خلق چین است که در تانگشان واقع شده‌است.